# Distretto di Derince
Derince è una città della Provincia di Kocaeli, in Turchia.